# Guilhadeses e Santar
Guilhadeses e Santar (oficialmente: União das Freguesias de Guilhadeses e Santar) é uma freguesia portuguesa do município de Arcos de Valdevez, com 3,91 km² de área e 1172 habitantes (censo de 2021). A sua densidade populacional é 299,7 hab./km².

## História
Foi constituída em 2013, no âmbito de uma reforma administrativa nacional, pela agregação das antigas freguesias de Guilhadeses e Santar com sede em Guilhadeses.

## Demografia
A população registada nos censos foi:
| Distribuição da População por Grupos Etários | Distribuição da População por Grupos Etários | Distribuição da População por Grupos Etários | Distribuição da População por Grupos Etários | Distribuição da População por Grupos Etários | Distribuição da População por Grupos Etários |
| -------------------------------------------- | -------------------------------------------- | -------------------------------------------- | -------------------------------------------- | -------------------------------------------- | -------------------------------------------- |
| Antes da agregação                           |                                              |                                              |                                              |                                              |                                              |
| Ano                                          | 0-14 anos                                    | 15-24 anos                                   | 25-64 anos                                   | >= 65 anos                                   | Total                                        |
| 2001                                         | 182                                          | 156                                          | 554                                          | 230                                          | 1122                                         |
| 2011                                         | 207                                          | 123                                          | 638                                          | 315                                          | 1283                                         |
| Após a agregação                             |                                              |                                              |                                              |                                              |                                              |
| Ano                                          | 0-14 anos                                    | 15-24 anos                                   | 25-64 anos                                   | >= 65 anos                                   | Total                                        |
| 2021                                         | 146                                          | 138                                          | 578                                          | 310                                          | 1172                                         |